# 雷索夫島

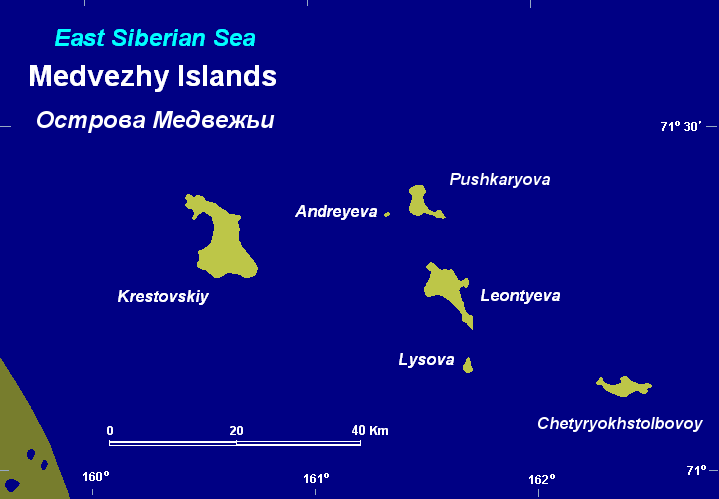
雷索夫島地理位置

雷索夫島是俄羅斯的島嶼，位於東西伯利亞海，距離大陸約68公里，屬於熊島群島的一部分，由薩哈共和國負責管轄，長2.8公里、寬1.2公里，最高點海拔高度35米。